# Udo Bullmann
Udo Bullmann (n. 8 iunie 1956, Gießen, Republica Federală Germania, Germania) este un om politic german, membru al Parlamentului European în perioada 2004-2009 din partea Germaniei.